# Groupe de M74
Le groupe de M74 ou groupe de NGC 628 est un petit groupe de galaxies situé dans la constellation des Poissons. La galaxie spirale vue de face M74 (NGC 628) est la galaxie la plus brillante de ce groupe. Parmi les autres membres se trouvent la galaxie spirale particulière NGC 660, IC 148 et au moins sept petites galaxies irrégulières. La distance moyenne entre ce groupe et la Voie lactée est d'environ 10,7 Mpc (∼34,9 millions d'al). Une faible émission rayon X provient de ce groupe de galaxies.

## Distance du groupe de M74
Étant donné que ce groupe est relativement rapproché du Groupe local, les mesures de distances basées sur le décalage vers le rouge sont peu fiables, la vitesse propre des galaxies pouvant masquer celle due à l'expansion de l'Univers. On remarque d'ailleurs pour les galaxies ayant fait l'objet de mesures de distance indépendantes du décalage vers le rouge que celles-ci donnent toute une valeur supérieure à la distance de Hubble. Pour les cinq galaxies ayant fait l'objet de trois mesures indépendantes et plus, la valeur moyenne obtenue est de 10,7 ± 3,0 Mpc (∼34,9 millions d'al). La valeur moyenne de la distance de Hubble pour l'ensemble des dix galaxies est égale à 6,61 ± 0,56 Mpc (∼21,6 millions d'al).

## Membres
Le tableau ci-dessous liste les dix galaxies mentionnées dans un article de Sengupta et Balasubramanyam paru en 2006.
| Nom      | Classification | Type                            | α (J2000.0)   | δ (J2000.0) | Vitesse radiale (km/s) | Magnitude apparente | Distance (Hub) (Mpc) | Distance (Ind) (Mpc) | Diamètre (kal) |
| -------- | -------------- | ------------------------------- | ------------- | ----------- | ---------------------- | ------------------- | -------------------- | -------------------- | -------------- |
| M74      | SA(s)c         | Spirale                         | 01h 36m 41.7s | 15° 47′ 01″ | 657 ± 1                | 9,4                 | 5,29 ± 0,48          | 7,50 ± 3,10          | 85             |
| NGC 660  | SB(s)a pec     | Spirale barrée                  | 01h 43m 02.4s | 13° 38′ 42″ | 850 ± 11               | 11,2                | 8,18 ± 6,65          | 13,6 ± 4,5           | 129            |
| IC 148   | Im?            | Irrégulière magellanique        | 01h 42m 27.0s | 13° 58′ 37″ | 774 ± 3                | 12,8                | 6,98 ± 0,58          | 9,25 ± 2,20          | 31             |
| UGC 1104 | Im             | Irrégulière magellanique        | 01h 32m 42.5s | 18° 19′ 02″ | 688 ± 1                | 11,97               | 5,72 ± 0,51          | 7,551                | 8,6            |
| UGC 1171 | Im?            | Irrégulière magellanique        | 01h 39m 44.9s | 15° 54′ 00″ | 738 ± 1                | Near-IR)            | 6,53 ± 0,55          | 7,381                | 9,8            |
| UGC 1175 | Sm?            | Spirale magellanique            | 01h 39m 56.6s | 11° 05′ 49″ | 728 ± 1                | Near-IR)            | 6,35 ± 0,54          | Aucune               | 13             |
| UGC 1176 | Im             | Irrégulière magellanique        | 01h 40m 09.9s | 15° 54′ 17″ | 630 ± 1                | 13,08               | 4,95 ± 0,46          | 6,33 ± 4,91          | 30             |
| UGC 1200 | IBm?           | Irrégulière barrée magellanique | 01h 42m 48.3s | 13° 09′ 22″ | 808 ± 1                | 12,48               | 7,58 ± 0,61          | 13,8 ± 0,3           | 27             |
| UGC 1246 | IAm            | Irrégulière magellanique        | 01h 47m 00.7s | 12° 24′ 21″ | 802 ± 1                | 14,32               | 7,55 ± 0,61          | Aucune               | 19             |
| KDG 010  |                | Naine                           | 01h 43m 36.8s | 15° 41′ 32″ | 789 ± 1                | ?                   | 7,33 ± 0,54          | 7,871                | ?              |

- 1 Une seule mesure.

Le site DeepskyLog permet de trouver aisément les constellations des galaxies mentionnées dans ce tableau ou si elles ne s'y trouvent pas, l'outil du site constellation permet de le faire à l'aide des coordonnées de la galaxie. Sauf indication contraire, les données proviennent du site NASA/IPAC.